# امالفی
امالفی (به ایتالیایی: Amalfi) یک شهرک و کومونه در ایتالیا است که در استان سالرنو واقع شده‌است. امالفی یک شهرک توریستی با سواحل زیبا و خیره‌کننده که سالانه حدود پنج میلیون توریست را به سمت خود می‌کشد. دارای آب و هوای مدیترانه‌ای است.

## خصوصیات
امالفی ۶٫۱۱ کیلومترمربع مساحت و ۵٬۳۵۳ نفر جمعیت دارد و ۶ متر بالاتر از سطح دریا واقع شده‌است.